# 歐音
歐音（Óin）是托爾金小說的虛構人物。葛音之子，是參與孤山任務的索林·橡木盾（Thorin Oakenshield）及比爾博·巴金斯（Bilbo Baggins）十二伙伴之一。他和兄弟葛羅音同樣善於生火，因此常導致兩兄弟爭拗。他最後在慘烈的五軍之戰中倖存下來。
其後，他和巴林（Balin）等數名矮人進入摩瑞亞，但受到半獸人攻擊，歐音從西門逃出，被水中監視者（Watcher in the Water）捉走。

## 同名者
在托爾金的著作裡，有兩名同樣叫歐音的矮人。一名是葛羅音（Glóin）之子歐音，他繼承了都靈部族領袖之位，自第三紀元2385年統治至2488年。

## 改編描述
在彼得·傑克森執導的《哈比人電影系列》中，歐音由約翰·卡倫飾演。在影片裡歐音除了負責生火外，也是一名治療師；因此在《哈比人：荒谷惡龍》中，他選擇留在長湖鎮照顧腿傷的奇力。

## 外部連結
- 互联网电影数据库上歐音的资料（英文）
- 歐音 （页面存档备份，存于）在TheOneRing.net上的介紹（英文）
- 歐音 （页面存档备份，存于）在時代雜誌上的介紹（英文）